# Fotografia subiektywna
Fotografia subiektywna – fotografia podjęta w celach autoekspresji, a nie w celu zarejestrowania zewnętrznych kształtów świata. Takie rozróżnienie wskazał John Szarkowski pisząc o nim we wprowadzeniu do katalogu swojej wystawy Mirrors and Windows w Museum of Modern Art w Nowym Jorku, w roku 1978. Za przykłady subiektywnej fotografii podawane są najczęściej prace Minora White'a, silnie zainteresowanego orientalną filozofią albo zdjęcia chmur bądź Equivalents Alfreda Stieglietza, który pisał: Wszelka sztuka jest niczym innym jak obrazem pewnych podstawowych relacji; "ekiwalentem" doświadczania życia przez artystę.
Właściwe pojęcie Subjektive Photographie zastosował po raz pierwszy Otto Steinert pod koniec lat 40. określając charakter i cel działań niemieckiej grupy fotoform której był członkiem. Fotograficy fotoform wznieśli protest wobec fotografii salonowej okresu powojennego oraz fotografii w corocznie wydawanych albumach prezentujących średnią dokonań najbardziej znanych fotografików w danym kraju, proklamowali podejście eksperymentalne do fotografii, powrót do założeń Nowej Wizji lat 20. i 30. (László Moholy-Nagy). Określenie 'subiektywna' miało zachęcać do zignorowania technicznych i estetycznych konwencji "dobrze wykonanej fotografii". Trzy wielkie wystawy Subjektive Photographie odbyły się pomiędzy rokiem 1951 i 1958.